# Ivan Kakovici
Ivan Kakovici (n. 9 decembrie 1933, Kiev, URSS - d. 22 decembrie, 2006, Paris, Franța) a fost un scriitor, jurnalist, profesor și lider naționalist asirian.